# Соната для фортепіано № 15 (Бетховен)
Соната для фортепіано № 15 ре мажор, op. 28 Л. ван Бетховена, відома також як написана в 1801 році. Присвячена графу Жозефу фон Зонненфельсу. Має назву «пасторальну», яку надав їй видавець — А. Кранц.
Складається з 4-х частин:
1. Allegro
2. Andante
3. Scherzo e trio. Allegro vivace
4. Rondo. Allegro non troppo